# Писана Јела
Писана Јела је насеље у општини Бијело Поље у Црној Гори. Према попису из 2011. било је 64 становника.

## Демографија
У насељу живи 64 пунолетних становника. У насељу има 23 домаћинстава и 49 станова. Становништво у овом насељу веома је хетерогено, а у последња три пописа, примећен је пад у броју становника.

## Познати становници
- Драгомир Брајковић, песник